# Kryszina Kanzawenka
Kryszina Henadseuna Kanzawenka (belarussisch Крысціна Генадзеўна Канцавенка, englisch Krystsina Kantsavenka; * 18. August 2001) ist eine belarussische Leichtathletin, die sich auf den Stabhochsprung spezialisiert hat.

## Sportliche Laufbahn
Erste internationale Erfahrungen sammelte Kryszina Kanzawenka beim Europäischen Olympischen Jugendfestival (EYOF) 2017 in Győr, bei dem sie mit übersprungenen 3,60 m den achten Platz belegte. Im Jahr darauf gewann sie bei den U18-Europameisterschaften ebendort mit 4,00 m im zweiten Versuch die Bronzemedaille. Sie qualifizierte sich damit auch für die Olympischen Jugendspiele in Buenos Aires, bei denen sie ebenfalls die Bronzemedaille gewann. 2019 belegte sie dann bei den U20-Europameisterschaften in Borås mit einer Höhe von 4,16 m den vierten Platz. 
In den Jahren 2020 und 2021 wurde Kanzawenka belarussische Hallenmeisterin im Stabhochsprung.

## Persönliche Bestleistungen
- Stabhochsprung: 4,50 m, 17. Juli 2020 in Brest
  - Stabhochsprung (Halle): 4,35 m, 8. Februar 2020 in Homel